# Deprywacja sensoryczna
Deprywacja sensoryczna – polega na zamierzonej redukcji lub usunięciu bodźców działających na jeden lub kilka zmysłów, co powoduje, że jednostka jest całkowicie wyalienowana ze środowiska naturalnego i społecznego. Proste rekwizyty jak opaski na oczy i worki czy nauszniki mogą czasowo pozbawić odpowiednio wzroku lub słuchu, natomiast bardziej złożone przyrządy mogą spowodować czasową utratę zmysłów węchu, dotyku i smaku, odczuwania ciepła i ciążenia. Deprywacja sensoryczna stosowana jest w medycynie alternatywnej i eksperymentach psychologicznych (patrz: komora deprywacyjna). Krótkotrwała deprywacja może być dla organizmu relaksująca, jednak długotrwała może prowadzić do skrajnego niepokoju, halucynacji, natłoku myśli, depresji i zachowań aspołecznych.
Skutki takiego wyłączenia ze środowiska badane były przez psychologów poznawczych (m.in. psycholog John Zubek) w różnych eksperymentach, gdzie człowiek był sztucznie wyizolowany z otoczenia. W jednym z doświadczeń osoby znajdowały się w dźwiękoszczelnej kabinie, w innych znów stopień deprywacji zmysłowej osiągnięto poprzez zanurzanie osób badanych w basenie,  który był zaopatrzony jedynie w specjalne maski tlenowe.

## Komora deprywacyjna
Zbiornik izolacyjny jest pozbawionym światła i dźwiękoszczelnym kontenerem, w którym człowiek unosi się w roztworze siarczanu magnezu o temperaturze równej temperaturze ludzkiej skóry (34,5 °C). Zbiornik ten został po raz pierwszy użyty w 1954 roku przez Johna C. Lilly’ego w celu sprawdzenia efektów deprywacji sensorycznej. Zbiorniki są obecnie używane podczas medytacji, modlitwy, w procesie relaksacji oraz w medycynie alternatywnej.
Zbiorniki izolacyjne były początkowo nazywane zbiornikami deprywacji sensorycznej. Nazwa ta została jednak zmieniona, ponieważ stwierdzono, że termin „deprywacja sensoryczna” negatywnie nastawiał potencjalnych użytkowników zbiornika. W późnych latach siedemdziesiątych dr Peter Suedfeld i dr Roderick Borrie z University of British Columbia zaczęli eksperymentować z terapeutycznymi korzyściami tej techniki. Zmienili oni jej nazwę na REST czyli Restricted Environmental Stimulation Therapy (z pol. Terapia Ograniczonej Stymulacji Środowiskowej) lub Flotacja REST.
Sesja terapeutyczna w zbiorniku emisyjnym trwa godzinę. Przez pierwsze 40 minut można podobno doświadczyć swędzenia w różnych częściach ciała (fenomen ten może być też obecny podczas wczesnych stadiów medytacji). Ostatnie 20 minut często kończy się zmianą częstotliwości fal mózgowych z β lub α na fale θ (theta), co, w normalnych warunkach, następuje na krótko przed zaśnięciem, a później na nowo w momencie budzenia się. Przebywający w zbiorniku pacjent może znajdować się w stadium θ przez kilka minut, nie tracąc przy tym przytomności. Niektórzy używają przedłużonego stanu θ jako narzędzia dla zwiększenia kreatywności, w rozwiązywaniu problemów czy dla poprawy koncentracji w czasie nauki. Salony SPA często wyposażone są w odpowiednio przystosowane zbiorniki emisyjne używane w procesie relaksacji. Ten rodzaj terapii jest badany naukowo w Stanach Zjednoczonych oraz w Szwecji, a publikowane na jego temat rezultaty pokazują, że terapia ta pomaga zniwelować ból i stres. Stan relaksacji, w którym znajduje się pacjent sprawia, że obniża się ciśnienie krwi, a krążenie zwiększa się do maksimum.
Przykład takiego doświadczenia opisał Stanisław Lem w jednym z opowiadań o pilocie Pirxie – Odruch warunkowy.
Deprywacja sensoryczna jest stosowana w niektórych rodzajach psychoterapii (terapia Arthura Janova).

## Efekt Ganzfeld
Efekt Ganzfeld (niem. Ganzfeld - pełne pole) nazywany również deprywacją percepcyjną to fenomen postrzegania wywołany ekspozycją na bezstrukturowe ujednolicone pole (na przykład jednolity kolor). Efektem jest wzmacnianie przez mózg szumu nerwowego z powodu braków wizualnych sygnałów. Szum interpretowany przez korę wzrokową powoduje powstawanie halucynacji